# Vale Verde
Vale Verde es un municipio brasileño del estado de Rio Grande do Sul. Se localiza a una latitud 29º47'13" sur y a una longitud 52º11'03" oeste, estando a una altitud de 91 metros.
Posee un área de 334,86 km² y su población estimada en 2004 era de 3 217 habitantes. 